# Łukasz Kaczmarek (psycholog)
Łukasz Dominik Kaczmarek – polski psycholog, dr hab. nauk społecznych, profesor uczelni Wydziału Psychologii i Kognitywistyki Uniwersytetu im. Adama Mickiewicza w Poznaniu.

## Życiorys
W 2003 ukończył studia psychologiczne na Uniwersytecie im. Adama Mickiewicza, 17 września 2007 obronił pracę doktorską Pozytywny afekt i zasoby odpornościowe a aktywność sercowo-naczyniowa w sytuacji stresu, 5 grudnia 2016 habilitował się na podstawie pracy zatytułowanej Pozytywne interwencje psychologiczne. Dobrostan a zachowania intencjonalne. Został zatrudniony na stanowisku adiunkta w Instytucie Psychologii na Wydziale Nauk Społecznych Uniwersytetu im. Adama Mickiewicza w Poznaniu.
Jest profesorem uczelni Wydziału Psychologii i Kognitywistyki Uniwersytetu im. Adama Mickiewicza w Poznaniu.
Prowadzi kanał Youtube popularyzujący psychologię, NAŁUKA.